# Тастубек
Тастубек (каз. Тастүбек) — село в Аральском районе Кызылординской области Казахстана. Входит в состав Мергенсайского сельского округа. Код КАТО — 433249200.

## Население
В 1999 году население села составляло 53 человека (29 мужчин и 24 женщины). По данным переписи 2009 года, в селе проживало 90 человек (44 мужчины и 46 женщин).